# Dohňany
Dohňany es un municipio del distrito de Púchov en la región de Trenčín, Eslovaquia, con una población estimada a final del año 2024 de 1903 habitantes.
Se encuentra ubicado al noreste de la región, cerca del río Váh (cuenca hidrográfica del Danubio) y de la frontera con la República Checa y la región de Žilina.

## Demografía
| Año        | 1994 | 2004    | 2014    | 2024    |
| ---------- | ---- | ------- | ------- | ------- |
| Población  | 1714 | 1757    | 1755    | 1903    |
| Diferencia |      | +2,50 % | −0,11 % | +8,43 % |

| Año        | 2023 | 2024    |
| ---------- | ---- | ------- |
| Población  | 1901 | 1903    |
| Diferencia |      | +0,10 % |